# 최예순
최예순(崔藝純, 1945년 2월 3일 ~ )은 대한민국의 교수이다.  인천에서 태어나, 서림국민학교, 박문여자중학교, 박문여자고등학교를 거쳐 1967년 서울대학교에서 불문학, 독문학 학사학위를 취득했다. 1969년 뉴욕대학교에서 비교문학 석사학위를 취득하고, 1973년 도쿄대학에서 언어학 박사학위를 취득했으며, 1974년 귀국해 한국외국어대학교에서 1992년까지 교수로 재직했다.
1999년 중국으로 건너가 2002년 중국고전문학 석사학위를 취득하였다. 2007년까지 중국에서 생활하며 베이징대학에서 언어학을 가르쳤다.
현재는 한국외국어대학교에서 석좌교수로 재직중이다.

## 저서
- 1978 외국어교육의 필요성
- 1982 영어의 역사
- 1987 프랑스어의 역사
- 1991 독일어의 역사
- 2003 중국어의 역사
- 2004 신 영어의 역사, 신 프랑스어의 역사, 신 중국어의 역사